# Norm Gratton
Normand Lionel Gratton, né le 22 décembre 1950 à LaSalle, dans la province de Québec, au Canada et mort le 10 décembre 2010, est un joueur professionnel canadien de hockey sur glace qui évoluait au poste d'ailier droit. Il est le frère du gardien de but de la Ligue nationale de hockey Gilles Gratton.

## Biographie
Alors qu'il joue dans l'équipe junior des Canadiens de Montréal, Gratton remporte à deux reprises la Coupe Memorial en 1969 et 1970. Il est ensuite choisi à la 11e position du repêchage amateur de la LNH 1970. Il passe l'essentiel de la saison suivante avec les Knights d'Omaha dans Ligue centrale de hockey et ne joue que trois matches avec les Rangers. En 1972, la Ligue nationale de hockey s'agrandit avec l'arrivée de deux nouvelles franchises, les Islanders de New York et les Flames d'Atlanta. Cette expansion s'accompagne d'un repêchage qui permet aux deux nouvelles équipes de choisir des joueurs parmi toutes les autres déjà présente dans la ligue. Norm Gratton est le 4e joueur choisi par Atlanta avec lesquels il dispute 29 rencontres avant d'être échangé aux Sabres de Buffalo contre Butch Deadmarsh en février 1973 avec lesquels il termine la saison. Il joue 109 matchs avec les Sabres et est ensuite échangé aux North Stars du Minnesota en janvier 1975. Il prend sa retraite professionnel en 1977.
Norm Gratton meurt le 10 décembre 2010.

## Statistiques
| Saison     | Équipe                      | Ligue          |     | Saison régulière | Saison régulière | Saison régulière | Saison régulière | Saison régulière |    | Séries éliminatoires | Séries éliminatoires | Séries éliminatoires | Séries éliminatoires | Séries éliminatoires |
| Saison     | Équipe                      | Ligue          | PJ  | B                | A                | Pts              | Pun              | PJ               | B  | A                    | Pts                  | Pun                  |                      |                      |
| 1967-1968  | Canadiens de Thetford Mines | LHJQ           | 50  | 21               | 47               | 68               |                  | 7                | 4  | 6                    | 10                   | 2                    |                      |                      |
| 1968-1969  | Canadiens de Montréal Jr.   | AHO            | 53  | 10               | 23               | 33               | 37               | 14               | 7  | 10                   | 17                   | 4                    |                      |                      |
| 1968-1969  | Canadiens de Montréal Jr.   | Coupe Memorial |     |                  |                  |                  |                  | 8                | 2  | 6                    | 8                    | 16                   |                      |                      |
| 1969-1970  | Canadiens de Montréal Jr.   | AHO            | 54  | 32               | 41               | 73               | 65               | 16               | 10 | 14                   | 24                   | 12                   |                      |                      |
| 1969-1970  | Canadiens de Montréal Jr.   | Coupe Memorial |     |                  |                  |                  |                  | 12               | 8  | 15                   | 23                   | 12                   |                      |                      |
| 1970-1971  | Knights d'Omaha             | LCH            | 70  | 19               | 31               | 50               | 52               | 11               | 6  | 2                    | 8                    | 0                    |                      |                      |
| 1971-1972  | Knights d'Omaha             | LCH            | 68  | 32               | 42               | 74               | 82               |                  |    |                      |                      |                      |                      |                      |
| 1971-1972  | Rangers de New York         | LNH            | 3   | 0                | 1                | 1                | 0                |                  |    |                      |                      |                      |                      |                      |
| 1972-1973  | Knights d'Omaha             | LCH            | 11  | 5                | 8                | 13               | 4                |                  |    |                      |                      |                      |                      |                      |
| 1972-1973  | Flames d'Atlanta            | LNH            | 29  | 3                | 6                | 9                | 12               |                  |    |                      |                      |                      |                      |                      |
| 1972-1973  | Sabres de Buffalo           | LNH            | 21  | 6                | 5                | 11               | 12               | 6                | 0  | 1                    | 1                    | 2                    |                      |                      |
| 1973-1974  | Sabres de Buffalo           | LNH            | 57  | 6                | 11               | 17               | 16               |                  |    |                      |                      |                      |                      |                      |
| 1974-1975  | Sabres de Buffalo           | LNH            | 25  | 3                | 6                | 9                | 2                |                  |    |                      |                      |                      |                      |                      |
| 1974-1975  | North Stars du Minnesota    | LNH            | 34  | 14               | 12               | 26               | 8                |                  |    |                      |                      |                      |                      |                      |
| 1975-1976  | North Stars du Minnesota    | LNH            | 32  | 7                | 3                | 10               | 14               |                  |    |                      |                      |                      |                      |                      |
| 1975-1976  | Nighthawks de New Haven     | LAH            | 29  | 7                | 7                | 14               | 4                | 3                | 0  | 0                    | 0                    | 0                    |                      |                      |
| 1976-1977  | Nordiques du Maine          | NAHL           | 52  | 15               | 26               | 41               | 16               | 11               | 1  | 3                    | 4                    | 0                    |                      |                      |
| Totaux LNH | Totaux LNH                  | Totaux LNH     | 201 | 39               | 44               | 83               | 64               | 6                | 0  | 1                    | 1                    | 2                    |                      |                      |